# 廖清江
廖清江（1924年1月7日—2020年11月17日），男，江苏苏州人，中国甾体药物化学家，曾任中国药科大学教授、博士生导师。